# Distrito YSR
YSR, antes conocido como Distrito de Kadapa (en telugú; కడప జిల్లా, urdu; کڈپہ ضلع) es un distrito de India en el estado de Andhra Pradesh. Código ISO: IN.AP.??.
El 8 de julio de 2010 el gobierno de Andhra Pradesh renombró el distrito en honor de Y. S. Rajasekhara Reddy, ex primer ministro del estado nativo del distrito, y que fuera popularmente conocido por sus iniciales «YSR».
Comprende una superficie de 15 379 km².
El centro administrativo es la ciudad de Kadapa.

## Demografía
Según censo 2011 contaba con una población total de 2 884 524 habitantes.